# Ukonsaari (ö i Kulkemus)
Ukonsaari är en ö i Finland. Den ligger i sjön Kulkemus och i kommunen Sulkava i den ekonomiska regionen  Nyslott  och landskapet Södra Savolax, i den södra delen av landet, 250 km nordost om huvudstaden Helsingfors. Öns area är 11,8 hektar och dess största längd är 0,5 kilometer i nord-sydlig riktning. Ukonsaari är den största ön i sjön Kulkemus, som i sin tur är den största insjön i Finland belägen på en ö, nämligen på Partalansaari i sjön Pihlajavesi som är en del av Saimen.